# Дейнеко Андрій Никифорович
Андрій Никифорович Дейнеко (6 червня 1906, місто Мерефа, тепер Харківського району Харківської області — 10 грудня 1983, місто Кишинів, тепер Республіка Молдова) — український і молдавський радянський партійний діяч, секретар Запорізького і Дрогобицького обласних комітетів КП(б)У, 1-й секретар Сталінського районного комітету КП Молдавії міста Кишинева. Член Ревізійної комісії КП Молдавії в 1956—1958 роках.

## Біографія
Народився в родині робітника. Трудову діяльність розпочав у 1920 році підручним слюсаря.
З 1924 по 1926 рік навчався в Харківській губернській радпартшколі.
Потім працював головою об'єднаного місцевого комітету профспілки станції Баварія Південної залізниці на Харківщині.
Член ВКП(б) з 1928 року.
У 1933 році закінчив Харківський інститут інженерів залізничного транспорту.
У 1933—1938 роках — виконроб тягової підстанції Свердловського залізничного депо; начальник дільниці Запорізького металургійного комбінату.
У січні — 8 травня 1939 року — завідувач відділу шкіл і науки Запорізького обласного комітету КП(б)У.
8 травня 1939 — жовтень 1941 року — секретар Запорізького обласного комітету КП(б)У з пропаганди.
З жовтня 1941 по 1943 рік — у Червоній армії. Служив на політичній роботі у 18-й армії Південного фронту та Чорноморської групи військ, у штабі 3-ї гвардійської армії 4-го Українського фронту. Учасник німецько-радянської війни.
У жовтні 1943 — квітні 1944 року — в.о. секретаря Запорізького обласного комітету КП(б)У з пропаганди.
У квітні 1944 — жовтні 1945 року — секретар Дрогобицького обласного комітету КП(б)У з пропаганди.
З 1945 року — завідувач відділу пропаганди і агітації Чернівецького міського комітету КП(б)У. На 1948 рік — секретар Чернівецького міського комітету КП(б)У з пропаганди — завідувач відділу пропаганди і агітації Чернівецького міського комітету КП(б)У.
З 1950 року — в апараті ЦК КП(б) Молдавії. На 1952—1953 роки — заступник завідувача відділу пропаганди і агітації ЦК КП Молдавії в Кишиневі.
На 1954—1956 роки — 1-й секретар Сталінського районного комітету КП Молдавії міста Кишинева.
2 грудня 1957 — 18 квітня 1959 року — міністр комунального господарства Молдавської РСР.
З 1959 року — голова Державного комітету з нагляду за безпечним веденням робіт у промисловості й з гірничого нагляду при Раді міністрів Молдавської РСР.
Після виходу на пенсію працював старшим методистом на Виставці досягнень народного господарства Молдавської РСР.
Потім — персональний пенсіонер союзного значення в місті Кишиневі.
Помер 10 грудня 1983 року після важкої тривалої хвороби. Похований на Вірменському цвинтарі міста Кишинева.

## Звання
- майор

## Нагороди
- орден Жовтневої Революції (1976)
- орден «Знак Пошани»
- ордени
- медаль «За оборону Кавказу»
- медаль «За перемогу над Німеччиною у Великій Вітчизняній війні 1941—1945 рр.» (1945)
- медалі